# Camisia valeriae
Camisia valeriae är en kvalsterart som beskrevs av Matthew J. Colloff 1993. Camisia valeriae ingår i släktet Camisia och familjen Camisiidae. Inga underarter finns listade.